# Эванс, Таня
Таня Эванс (англ. Tania Evans, род. 28 мая 1967, Эдмонтон, Лондон, Великобритания) — британская певица и автор песен. Приобрела известность как основная вокалистка немецкой евродэнс-группы Culture Beat, в которой она выступала с 1993 по 1997 год.

## Биография
Таня Эванс родилась 28 мая 1967 года в городе Эдмонтон на севере Лондона в семье иммигрантов из Ямайки.
Эванс начала музыкальную карьеру, выступая бэк-вокалисткой у певицы Нене Черри, групп Osibisa, James Taylor Quartet и других. В 1992 году Таня выпустила первый сольный сингл «Can’t Let Go» на лейбле CT Records.
В 1993 году во время одного из выступлений в Лондоне певицу заметил немецкий продюсер Торстен Фенслау, который предложил ей стать основной вокалисткой группы Culture Beat. В этом же году она вошла в группу, заменив другую вокалистку Лану Эрл. Вышедшая в 1993 году песня «Mr. Vain» в исполнении Тани Эванс принесла группе большую популярность. Эта песня стала самой значимой в истории Culture Beat, заняв первые строчки хит-парадов в 13 стран. Затем с её участием вышли синглы «Got to Get It», «Anything», «World in Your Hands», «Inside Out», «Crying in the Rain», «Walk the Same Line» и «Take Me Away». В 1997 году Таня покидает группу, её место заняла Ким Сандэрс.
В 1997 году, после ухода из группы, Эванс записала сингл «Prisoner of Love» в соавторстве с Питером Райсом на лейбле Sony Music. Песня вошла в десятку лучших чарта US Billboard Club Dance и заняла 75 место в хит-параде Германии. В следующем году певица совместно с диджеем Kosmonova выпустила песню «Singing in My Mind», занявшей 78 место в немецком чарте. Продажи её последующих синглов были менее удачными, за исключением песни «Strength To Carry On» (2003), в которой певица экспериментировала с жанром хаус.
После 2003 года Эванс не выпускает новых песен, однако продолжает выступать на концертах, в основном посвящённым легендам 90-х.

## Дискография
Альбомы в составе Culture Beat:
- 1993 — Serenity
- 1994 — The Remix Album
- 1995 — Inside Out

## Синглы
до Culture Beat
- 1992 — Can’t Let Go

в составе Culture Beat
- 1993 — Anything
- 1993 — Anything (Remix)
- 1993 — Got To Get It (Remix)
- 1993 — Got To Get It
- 1993 — Mr. Vain
- 1993 — Mr. Vain (Remix)
- 1994 — Adelante! (Promo) Vinyl
- 1994 — World In Your Hands
- 1994 — World In Your Hands (Remix)
- 1995 — Inside Out (Remix)
- 1995 — Inside Out
- 1996 — Crying In The Rain
- 1996 — Walk The Same Line
- 1996 — Walk The Same Line (Remix)
- 1996 — Take Me Away

после Culture Beat
- 1997 — Prisoner of Love
- 1998 — Singing in My Mind
- 2003 — Strength to Carry On